# Pycnarmon geminipuncta
Pycnarmon geminipuncta is een vlinder van de familie van de grasmotten (Crambidae). De wetenschappelijke naam van deze soort is voor het eerst voorgesteld als Entephria geminipuncta door George Francis Hampson in een publicatie uit 1912.
De soort komt voor in West-China.